# Phémonoé
Phémonoé  (en grec ancien Φημονόη) est une poétesse mythique grecque de l'Antiquité qui, selon la tradition, aurait inventé le vers hexamètre.

## Éléments biographiques
Elle passe pour la fille du dieu Apollon, dont elle aurait été la première prêtresse à Delphes. Des poèmes sont attribués à Phémonoé, entre autres un distique en hexamètres, et un poème religieux dans lequel sont mentionnés Orphée ou encore Musée. Une épigramme d'Antipatros de Thessalonique fait référence à une statue de Phémonoé. Diogène Laërce affirme :
« 
Thalès est l’auteur du fameux « Connais-toi toi-même » qu’Antisthène dans son Livre des Filiations attribue à la poétesse Phémonoé, en déclarant que Chilon de Sparte se l’appropria mensongèrement.
 »